# 24: The Game
24: The Game — компьютерная игра 2006 года, основанная на американском телесериале «24 часа».

## Геймплей и сюжет
24: The Game — шутер от третьего лица. Действие происходит между вторым и третьим сезоном сериала. В игре 58 миссий, которые оцениваются в 100 баллов в зависимости от качества выполнения. В основных миссиях также присутствуют мини-игры. Игроку доступно различное оружие (пистолеты, автоматы и дробовики). Он может совершить убийство по стелсу.

## Отзывы
| Сводный рейтинг | Сводный рейтинг |
| Агрегатор       | Оценка          |
| --------------- | --------------- |
| GameRankings    | 63,83 %         |

Крис Ропер из IGN дал игре оценку 4,2 из 10 и в своём вердикте написал, что в ней можно «увидеть кое-что интересное», «но сама игра действительно просто плохая». Том Брамвелл из Eurogamer поставил проекту 6 баллов из 10 и посчитал, что это «неплохая игра, но она и не новая, интересная или захватывающая». Алекс Наварро из GameSpot присвоил 24: The Game оценку 6,2 из 10: одними из плюсов он назвал хорошую сюжетную линию и отличную озвучку, одними из минусов — большое количество слабых мини-игр и ужасную камеру.